# Shiranuka
Shiranuka (白糠町?) è una cittadina giapponese della prefettura di Hokkaidō.